# شبی در پاریس
شبی در پاریس (انگلیسی: An Evening in Paris) یک فیلم بالیوودی در ژانر موزیکال است که در سال ۱۹۶۷ در هند منتشر شد. از بازیگران آن می‌توان به شامی کاپور، شارمیلا تاگور، و پران اشاره کرد. وقایع فیلم در پاریس پایتخت فرانسه رخ می‌دهد. این فیلم در گیشه به شدت موفق بود.